# Herochroma scoblei
Herochroma scoblei là một loài bướm đêm trong họ Geometridae.